# Contard de Neapole
Contard (de asemenea, Contardus sau Contardo) a fost un conducător franc, care pentru scurtă vreme a fost duce de Neapole, în anul 840. 
Contard a fost trimis în anul 839 de către Lothar I, pe atunci rege al Italiei,  pentru a-l sprijini pe ducele Andrei al II-lea de Neapole împotriva longobarzilor din Ducatul de Benevento. Temându-se de puterea lui Contard, ca și de influența francă, Andrei i-a promis să i-o dea în căsătorie pe fiica sa Eupraxia. Cu toate acestea, Andrei a tergiversat punerea în practică a acestei inițiative, până când, în martie 840, Contard s-a ridicat contra lui și l-a asasinat, uzurpând Ducatul de Neapole. Peste doar trei zile, napolitanii revoltați l-au alungat pe Contard de la conducere,pregătind astfel terenul pentru înscăunarea unei noi noi dinastii ducale, cea a lui Sergiu I de Neapole. 